# Navīzak
Navīzak (persiska: نویزک) är en ort i Iran.   Den ligger i provinsen Alborz, i den norra delen av landet, 80 km nordväst om huvudstaden Teheran. Navīzak ligger 2 130 meter över havet och antalet invånare är 302.
Terrängen runt Navīzak är kuperad åt sydväst, men åt nordost är den bergig.Runt Navīzak är det ganska tätbefolkat, med 86 invånare per kvadratkilometer. Närmaste större samhälle är Kalīnak, 6,3 km sydväst om Navīzak. Trakten runt Navīzak består i huvudsak av gräsmarker.